# Adam-Mickiewicz-Denkmal (Weimar)

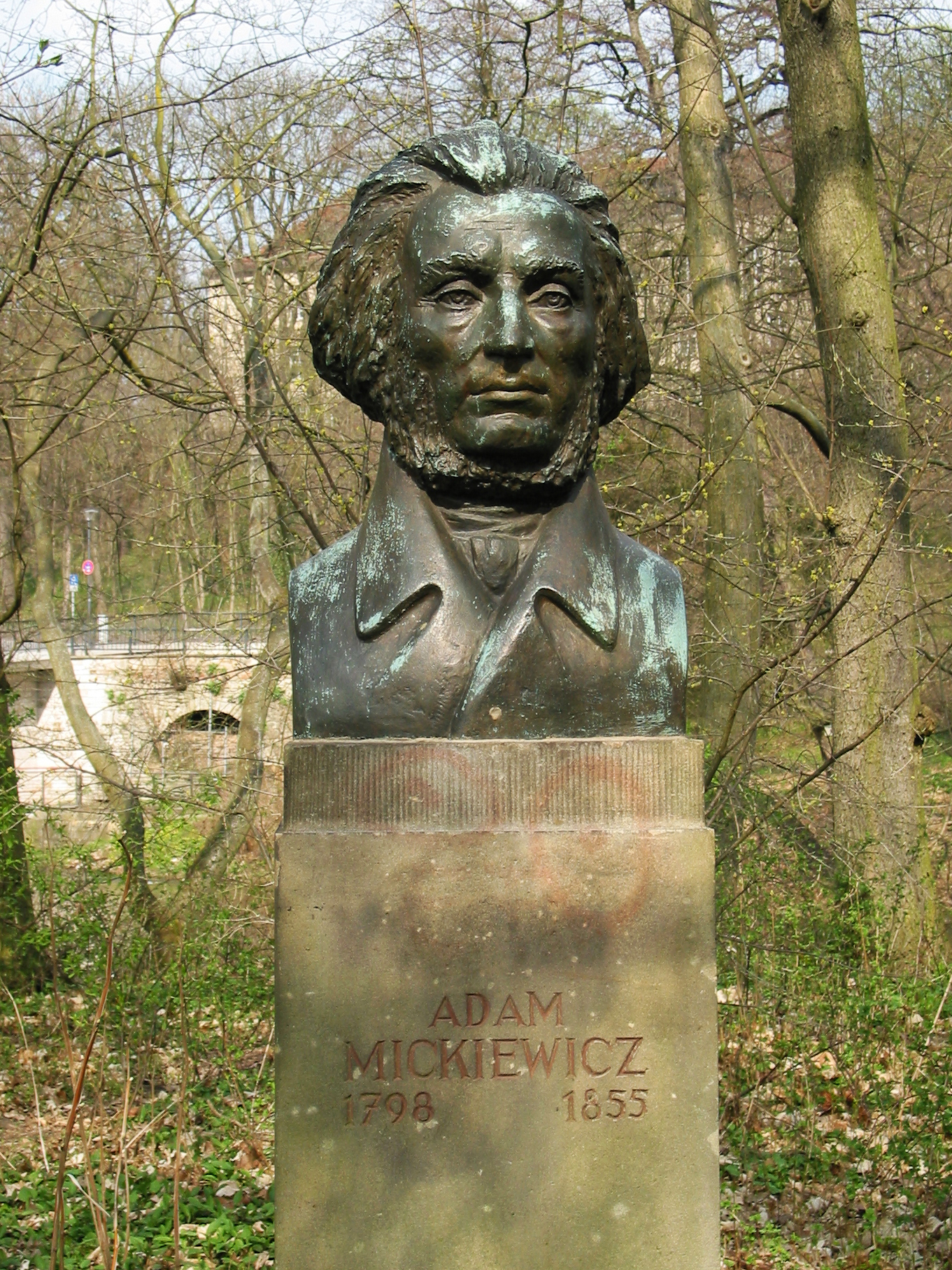
Adam-Mickiewicz-Denkmal in Weimar

Das Adam-Mickiewicz-Denkmal ist eine Bronzebüste in Weimar.
Dem polnischen Nationaldichter Adam Mickiewicz wurde im Jahr 1956, 101 Jahre nach seinem Tod 1855, eine Bronzebüste in etwa doppelter Lebensgröße gestiftet. Sie befindet sich im Weimarer Park an der Ilm nahe der Kegelbrücke an der Nordwestecke des Weimarer Stadtschlosses. Auf dem kieseligen Sandsteinsockel stehen Name, das Geburtsjahr 1798 und das Sterbejahr 1855. Stifter und Schöpfer war der Bildhauer Gerhard Thieme.
Mickiewicz studierte nicht nur Goethes Werke, sondern fühlte sich auch Schillers Freiheitsgedanken seelenverwandt. Im Jahre 1829, zu Goethes 80. Geburtstag, war er ihm auf Empfehlung der Klaviervirtuosin Maria Szymanowska, seiner Schwiegermutter, in Weimar begegnet. Mickiewicz kam am 19. August 1829 in Weimar an und weilte zusammen mit dem ihn begleitenden Antoni Edward Odyniec vom 24. bis 31. August täglich bei Goethe. Dieser Besuch ist sehr gut durch Briefe des Schriftstellers, des genannten Odyniec an Julian Korsak, überliefert.
Auch Denkmale von Alexander Puschkin oder Sandor Petöfi stehen im Park an der Ilm. Diese Dichter waren jedoch nie persönlich in Weimar, sind aber große Verehrer Goethes gewesen. Zu Mickiewicz verfasste Louis Fürnberg seine Begegnung in Weimar. Das Louis-Fürnberg-Denkmal steht zwar ebenfalls im Ilmpark unweit des Stadtschlosses, jedoch am Burgplatz, sodass eine Sichtbeziehung zwischen beiden Denkmalen auch nicht möglich ist.